# Oiseaux de Buzin
Les Oiseaux est une série de timbres belges d’usage courant émis régulièrement depuis 1985. Leur dessinateur est le peintre André Buzin.
Ses illustrations ont également servi surchargés comme préoblitérés et sous forme d’entiers postaux.

## Liste des oiseaux
Liste des oiseaux émis dans cette série, classée par valeur faciale.

### Valeur en francs belges
| Valeur | Nom de l'espèce           | COB   | Date d'émission   | Précisions                                        |
| ------ | ------------------------- | ----- | ----------------- | ------------------------------------------------- |
| 0,50   | Roitelet huppé            | 2424  | 1991              |                                                   |
| 1      | Pic épeichette            | 2349  | 8 janvier 1990    |                                                   |
| 1      | Sizerin flammé            | 2457  | 1er juin 1992     |                                                   |
| 1      | Mésange huppée            | 2759  | 2 mai 1998        |                                                   |
| 2      | Moineau friquet           | 2347  | 4 décembre 1989   |                                                   |
| 2      | Merle noir                | 2458  | 1er juin 1992     |                                                   |
| 2      | Grive mauvis              | 2653  | 29 juin 1996      |                                                   |
| 3      | Gros-bec casse-noyaux     | 2189  | 30 septembre 1985 | Un des deux premiers timbres de la série.         |
| 3      | Bruant des roseaux        | 2425  | 1991              |                                                   |
| 3      | Alouette des champs       |       | 3 mai 1997        |                                                   |
| 3,50   | Rouge-gorge               | 2223  | 28 juin 1986      |                                                   |
| 4      | Gorge-bleue               |       | 30 septembre 1989 |                                                   |
| 4      | Bergeronnette grise       | 2474  | 1992              |                                                   |
| 4      | Gobe-mouche               | 2654  | 29 juin 1996      |                                                   |
| 4,50   | Tarier pâtre              | 2397  | 24 décembre 1990  |                                                   |
| 5      | Sittelle torchepot        | 2294  | 1988              |                                                   |
| 5      | Hirondelle de cheminée    | 2475  | 31 août 1992      |                                                   |
| 5      | Étourneau sansonnet       | 2638  | 4 mai 1996        |                                                   |
| 5,50   | Geai des chênes           | 2626  | 27 septembre 1993 |                                                   |
| 6      | Bouvreuil pivoine         | 2295  | 12 septembre 1988 |                                                   |
| 6      | Cincle plongeur           | 2459  | 1992              |                                                   |
| 6      | Tarin des aulnes          | 2665  | 1996              |                                                   |
| 6,50   | Phragmite des joncs       | 2577  | 1994              |                                                   |
| 7      | Mésange bleue             | 2261  | 7 septembre 1987  |                                                   |
| 7      | Loriot                    | 2476  | 31 août 1992      |                                                   |
| 7      | Bergeronnette printanière | 2725  | 30 août 1997      |                                                   |
| 7,50   | Pie-grièche grise         | 2775  | 1998              |                                                   |
| 8      | Martin-pêcheur            | 2240  | 1986              |                                                   |
| 8      | Mésange charbonnière      | 2460  | 1er juin 1992     |                                                   |
| 9      | Chardonneret élégant      | 2190  | 1985              | Un des deux premiers timbres de la série.         |
| 9      | Grive musicienne          | 2426  | 1991              |                                                   |
| 9      | Pic-vert                  | 2778  | 8 août 1998       |                                                   |
| 10     | Pinson des arbres         | 2351  | 1990              |                                                   |
| 10     | Verdier d'Europe          | 2461  | 1er juin 1992     |                                                   |
| 10     | Tourterelle des bois      | 2783  | 26 septembre 1998 |                                                   |
| 11     | Troglodyte mignon         | 2449  | 1er avril 1992    |                                                   |
| 13     | Canard colvert            | 2332  | 1989              | Carnet de quatre timbres différents de 13 francs. |
| 13     | Sarcelle d'hiver          | 2333  | 1989              | Carnet de quatre timbres différents de 13 francs. |
| 13     | Canard souchet            | 2334  | 1989              | Carnet de quatre timbres différents de 13 francs. |
| 13     | Canard pilet              | 2335  | 1989              | Carnet de quatre timbres différents de 13 francs. |
| 13     | Moineau domestique        | 2533  | 3 janvier 1994    |                                                   |
| 14     | Pouillot fitis            | 2623  | 18 décembre 1995  |                                                   |
| 15     | Mésange boréale           | 2695  | 8 mars 1997       | Format vertical                                   |
| 15     | Mésange boréale           | 2732  | 1997              | Format horizontal (rouleau)                       |
| 16     | Jaseur boréal             | 2534  | 3 janvier 1994    |                                                   |
| 16     | Mésange noire             | 2804  | 25 janvier 1999   |                                                   |
| 21     | Grive litorne             | 2792? | 1998              |                                                   |
| 21     | Grive litorne             | 2792? | 1988              | Format horizontal (rouleau)                       |
| 150    | Pie bavarde               | 2697  | 5 avril 1997      |                                                   |

### Valeur en francs belges et en euros classé par date d'émission
| Valeur (F/€) | Nom de l'espèce        | COB  | Date d'émission  | Précisions                  |
| ------------ | ---------------------- | ---- | ---------------- | --------------------------- |
| 16 / 0,40    | Pie-grièche écorcheur  | 2885 | 22 janvier 2000  | Format vertical             |
| 1 / 0,02     | Bec-croisé des sapins  | 2918 | 5 mai 2000       |                             |
| 2 / 0,05     | Grimpereau des jardins | 2919 | 5 mai 2000       |                             |
| 3 / 0,07     | Pipit farlouse         | 2920 | 5 mai 2000       |                             |
| 5 / 0,12     | Pinson du Nord         | 2921 | 5 mai 2000       |                             |
| 16 / 0,40    | Pie-grièche écorcheur  | 2931 | 4 septembre 2000 | Format horizontal (Rouleau) |
| 10 / 0,25    | Pouillot siffleur      | 2936 | 9 septembre 2000 |                             |
| 8 / 0,20     | Mésange charbonnière   | 2966 | 4 décembre 2000  |                             |
| 0,50 / 0,01  | Roitelet huppé         | 2985 | 26 mars 2001     |                             |
| 7,50 / 0,19  | Pie-grièche grise      | 2986 | 26 mars 2001     |                             |
| 21 / 0,52    | Grive litorne          | 2987 | 26 mars 2001     |                             |
| 150 / 3,72   | Pie bavarde            | 2988 | 26 mars 2001     |                             |
| 16 / 0,40    | Sterne pierregarin     | 3011 | 16 juin 2001     |                             |

### Valeur en euros classé par date d'émission
| Valeur | Nom de l'espèce          | Date d'émission   | Cote | Précisions                              |
| ------ | ------------------------ | ----------------- | ---- | --------------------------------------- |
| 0,07   | Pigeon colombin          | 4 mai 2002        | 3069 |                                         |
| 0,25   | Huîtrier pie             | 11 juillet 2002   | 3087 |                                         |
| 0,41   | Tourterelle turque       | 4 novembre 2002   | 3135 |                                         |
| 0,57   | Guifette noire           | 4 novembre 2002   | 3136 |                                         |
| 0,70   | Chevalier gambette       | 4 novembre 2002   | 3137 |                                         |
| 1      | Traquet motteux          | 4 novembre 2002   | 3138 |                                         |
| 2      | Grand gravelot           | 4 novembre 2002   | 3139 |                                         |
| 5      | Combattant varié         | 4 novembre 2002   | 3140 |                                         |
| 0,35   | Pic épeiche              | 29 mars 2003      | 3162 |                                         |
| 0,02   | Bécassine des marais     | 9 août 2003       | 3199 |                                         |
| 0,52   | Huppe fasciée            | 9 août 2003       | 3200 |                                         |
| 3,72   | Poule d'eau              | 25 octobre 2003   | 3212 |                                         |
| 0,01 € | Rossignol philomèle      | 17 avril 2004     | 3264 |                                         |
| 0,40   | Gobemouche gris          | 17 avril 2004     | 3265 |                                         |
| 0,44   | Hirondelle de fenêtre    | 17 avril 2004     | 3266 |                                         |
| 0,55   | Petit gravelot           | 17 avril 2004     | 3267 |                                         |
| 0,65   | Mouette rieuse           | 17 avril 2004     | 3268 |                                         |
| 0,75   | Pluvier doré             | 17 avril 2004     | 3269 |                                         |
| 4      | Hibou grand-duc          | 17 avril 2004     | 3270 |                                         |
| 0,05   | Bruant zizi              | 19 mars 2005      | 3379 |                                         |
| 0,20   | Mouette mélanocéphale    | 19 mars 2005      | 3380 |                                         |
| 0,60   | Perdrix grise            | 19 mars 2005      | 3381 |                                         |
| 4      | Cigogne noire            | 2 avril 2005      | 3388 | Marque le 20e anniversaire de la série. |
| 0,03   | Mésange nonnette         | 2 avril 2005      | 3389 |                                         |
| 0,44   | Pigeon ramier            | 2 avril 2005      | 3390 |                                         |
| 0,75   | Roitelet triple-bandeau  | 2 avril 2005      | 3391 |                                         |
| 0,30   | Râle des genêts          | 21 janvier 2006   | 3478 |                                         |
| 0,46   | Avocette                 | 21 janvier 2006   | 3479 |                                         |
| 0,78   | Barge à queue noire      | 18 mars 2006      | 3502 |                                         |
| 4,30   | Grèbe huppé              | 15 mai 2006       | 3538 |                                         |
| 0,23   | Grèbe à cou noir         | 6 juin 2006       | 3546 |                                         |
| 0,75   | Faucon crécerelle        | 27 janvier 2007   | 3609 |                                         |
| 0,70   | Martinet noir            | 27 janvier 2007   | 3608 |                                         |
| 0,10   | chouette de Tengmalm     | 24 février 2007   | 3624 |                                         |
| 0,05   | Sarcelle d'hiver         | 24 février 2007   | 3623 |                                         |
| 0,23   | Choucas des tours        | 26 mars 2007      | 3625 |                                         |
| 0,06   | Chouette chevêche        | 7 juillet 2007    | 3672 |                                         |
| 0,40   | Hibou moyen duc          | 10 novembre 2007  | 3737 |                                         |
| 0,10   | Accenteur mouchet        | 19 janvier 2008   | 3749 | Avec vignette « PRIOR »                 |
| 0,15   | Cassenoix moucheté       | 19 janvier 2008   | 3750 | Avec vignette « PRIOR »                 |
| 4,40   | Faucon pèlerin           | 19 janvier 2008   | 3751 |                                         |
| 4.60   | Pygargue à queue blanche | 2 janvier 2009    | 3871 |                                         |
| 0.27   | Bécasse des bois         | 4 avril 2009      | 3898 |                                         |
| 0.01   | Pic noir                 | 19 septembre 2009 | 3939 |                                         |
| 0.10   | Chouette Hulotte         | 3 octobre 2009    | 3956 |                                         |
| 4.60   | Chouette effraie         | 4 janvier 2010    | 3983 |                                         |
| 0.05   | Grèbe castagneux         | 10 janvier 2010   | 3993 |                                         |
| 0.80   | Buse variable            | 15 avril 2010     | 4030 | Valeur : 1 EU                           |
| 0.80   | Faucon Hobereau          | 15 avril 2010     | 4031 | Valeur : 1 EU                           |
| 0.80   | Épervier d'Europe        | 15 avril 2010     | 4032 | Valeur : 1 EU                           |
| 0.80   | Milan royal              | 15 avril 2010     | 4033 | Valeur : 1 EU                           |
| 0.80   | Autour des palombes      | 15 avril 2010     | 4034 | Valeur : 1 EU                           |
| 0.28   | Foulque macroule         | 12 mai 2010       | 4042 | Elections 1                             |
| 4.09   | Faisan de Colchide       | 14 juin 2010      | 4046 |                                         |
| 0.08   | Canard Pilet             | 3 janvier 2011    | 4091 |                                         |
| 4.70   | Balbuzard pêcheur        | 3 janvier 2011    | 4090 | Recommandé                              |
| 4.35   | Hibou des marais         | 13 février 2012   | 4218 | RP : Port de recommandation             |
| 5.03   | Sterne arctique          | 19 janvier 2013   | 4306 | Recommandé                              |
| 0.40   | Tétras lyre              | 19 janvier 2013   | 4305 | Associations                            |
| 5      | Vanneau huppé            | 13 septembre 2013 | 4367 | AR : Accusé de réception                |
| 0.72   | Oie cendrée              | 21 mars 2015      | 4497 | Valeur 1 Belgique                       |
| 0.72   | Cygne tuberculé          | 21 mars 2015      | 4498 | Valeur 1 Belgique                       |
| 0.72   | Héron cendré             | 21 mars 2015      | 4499 | Valeur 1 Belgique                       |
| 0.72   | Hibou Grand-duc          | 21 mars 2015      | 4500 | Valeur 1 Belgique                       |
| 0.72   | Foulque macroule         | 21 mars 2015      | 4501 | Valeur 1 Belgique                       |
| 5.13   | Canard souchet           | 30 mai 2015       | 4537 | Recommandé                              |
| 0.72   | Tadorne de Belon         | 13 juin 2016      | 4571 | Valeur 1 Belgique                       |
| 0.72   | Sterne Pierre-Garin      | 13 juin 2016      | 4572 | Valeur 1 Belgique                       |
| 0.72   | Hirondelle des cheminée  | 13 juin 2016      | 4573 | Valeur 1 Belgique                       |
| 0.72   | Avocette élégante        | 13 juin 2016      | 4574 | Valeur 1 Belgique                       |
| 0.72   | Spatule blanche          | 13 juin 2016      | 4575 | Valeur 1 Belgique                       |
| 5.29   | Râle d'eau               | 30 janvier 2017   | 4717 | Recommandé.                             |
| 1      | Cassenoix moucheté       | 23 octobre 2017   | 4773 |                                         |
| 1      | Tétras lyre              | 23 octobre 2017   | 4774 |                                         |
| 1      | Chouette de Tengmalm     | 23 octobre 2017   | 4775 |                                         |
|        | Nette rousse             | 27 janvier 2018   |      | Associations - Verenigingen.            |